# Cercopis bicolor
Cercopis bicolor är en insektsart som beskrevs av Gmelin 1789. Cercopis bicolor ingår i släktet Cercopis och familjen spottstritar. Inga underarter finns listade i Catalogue of Life.